# Ermia (ministro)
Ermia (talvolta Ermeia) (in greco antico: Ἑρμείας or Ἑρμίας?, Ermeias o Ermias; ... – 220 a.C.) è stato un politico siro originario della Caria, aveva fatto carriera nell'impero seleucide fino a diventare il favorito e primo ministro di Seleuco III Cerauno e fu lasciato alla guida degli affari in Siria da quel monarca, quando questi intraprese una spedizione sui monti Tauri, nel corso della quale Seleuco incontrò la morte.

## Biografia

### Ministro di Antioco III
La morte di Seleuco diede ad Ermia un potere praticamente assoluto: il nuovo re Antioco III aveva allora solo quindici anni e il ministro riuscì ad eliminare quasi tutti i maggiori concorrenti per il potere. La rivolta di Molone e Alessandro nelle province orientali del regno richiese tutta l'impegno politico di Antioco, ma Ermia lo persuase a non esporsi in prima persona e ad affidare la condotta dell'esercito inviato contro gli insorti ai suoi generali, Xeno e Teodoto Emiolio, mentre lui stesso decise di comandare il contrattacco in Celesiria. 
|
Qui, tuttavia, la popolazione iniziò a ribellarsi apertamente contro il sovrano seleucide, mentre l'esercito inviato contro Molone fu completamente sconfitto, e lo stesso Molone divenne padrone di diverse province confinanti con il Tigri. Nonostante tutti questi rovesci, l'opinione di Ermia era ancora quella che il re non dovesse scendere in campo di persona, ma Antioco III decise di prendere in mano la situazione e la primavera successiva guidò l'esercito nella sua marcia alla riconquista delle province orientali. Sebbene Ermia fosse riuscito a rimuovere Epigene, il suo principale avversario, con una falsa accusa di cospirazione, la sua totale incapacità per gli affari militari era pienamente evidente nella campagna che ne seguì, in cui, tuttavia, Antioco, avendo seguito il consiglio di Zeuxi, in opposizione a quello di Ermia, sconfisse Molone in una dura battaglia e recuperò le province ribelli. Tuttavia, durante la successiva sosta a Seleucia sul Tigri, Ermia ebbe di nuovo l'opportunità di mostrare la sua disposizione malvagia con le crudeltà con cui, nonostante l'opposizione di Antioco, macchiò la vittoria del giovane re.

## Fine
Nel frattempo, si dice che la nascita di un figlio di Antioco e della sua sposa Laodice abbia suscitato nella mente dell'ambizioso Ermia il progetto di sbarazzarsi del re stesso, in modo da poter governare con autorità ancora più incontrollata sotto il nome del figlio neonato. Questo piano fu rivelato in tempo ad Antioco, che da molto tempo considerava Ermia un pericoloso nemico. Per questo motivo, servendosi dell'assistenza del suo medico Apollofano e di altri suoi amici, si liberarò del suo ministro facendolo assassinare nel 220 a.C.. Polibio, che è l'unica fonte di tutti i fatti riportati, raffigura Ermia con i tratti più neri e racconta la sua morte come un fatto di gioia generale, sebbene consideri il suo destino come una punizione molto inadeguata per i misfatti perpetrati.